# Gustaf Skagerberg
Gustaf Skagerberg (i riksdagen kallad Skagerberg i Annefors), född 21 januari 1889 i Säfsnäs församling, Kopparbergs län, död 8 april 1936 i Hammars församling, Örebro län, var en svensk fabriksarbetare och riksdagsman (socialdemokrat).
Skagerberg var ledamot av riksdagens andra kammare 1920, invald i Kopparbergs läns västra valkrets.